# Pyrrhura griseipectus
Il parrocchetto pettogrigio (Pyrrhura griseipectus Salvadori, 1900) è un uccello della famiglia degli Psittacidi. È endemico dello Stato del Ceará, nel Brasile nord-orientale, e vive solamente su pochi monti dove può trovare ancora foreste piuttosto umide ed aree boschive, in una regione altrimenti dominata dall'arida caatinga.
Fino a poco tempo fa era ritenuto una sottospecie del parrocchetto guancebianche. La divisione da questa specie è stata effettuata sulla base dell'areale distinto e di piccole differenze nella colorazione della corona, delle copritrici auricolari e del petto. Un recente studio basato sull'analisi del DNA mitocondriale, tuttavia, non è riuscito a riscontrare differenze tali da giustificare lo status di specie distinta dal parrocchetto guancebianche, mentre invece ha confermato la validità di specie vera e propria del parrocchetto di Pfrimer.
Questo pappagallo è classificato tra le specie in pericolo critico da BirdLife International, dato che è molto raro ed abita in una zona poco estesa. Si ritiene che ne rimangano meno di 250 esemplari adulti.